# Comté de Montrose
Le comté de Montrose est un comté du Colorado. Son chef-lieu est Montrose.
Créé en 1883, le comté prend le nom de son chef-lieu. Outre Montrose, les municipalités du comté sont Naturita, Nucla et Olathe.

## Démographie
| 1890  | 1900  | 1910   | 1920   | 1930   | 1940   |
| ----- | ----- | ------ | ------ | ------ | ------ |
| 3 980 | 4 535 | 10 291 | 11 852 | 11 742 | 15 418 |

| 1950   | 1960   | 1970   | 1980   | 1990   | 2000   |
| ------ | ------ | ------ | ------ | ------ | ------ |
| 15 220 | 18 286 | 18 366 | 24 352 | 24 423 | 33 432 |

| 2010   | - | - | - | - | - |
| ------ | - | - | - | - | - |
| 41 276 | - | - | - | - | - |

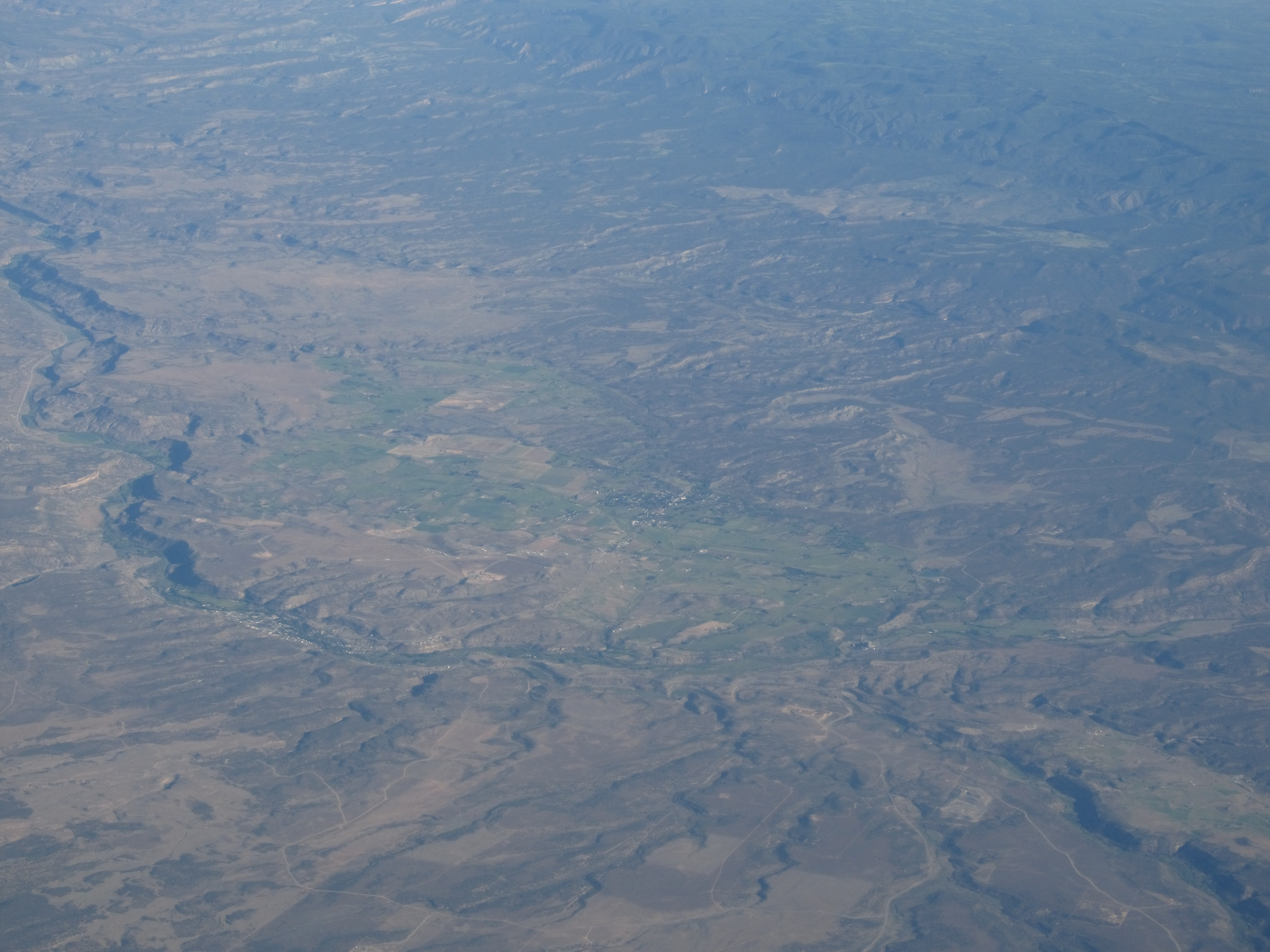
Vue aérienne de Nucla et Naturita.
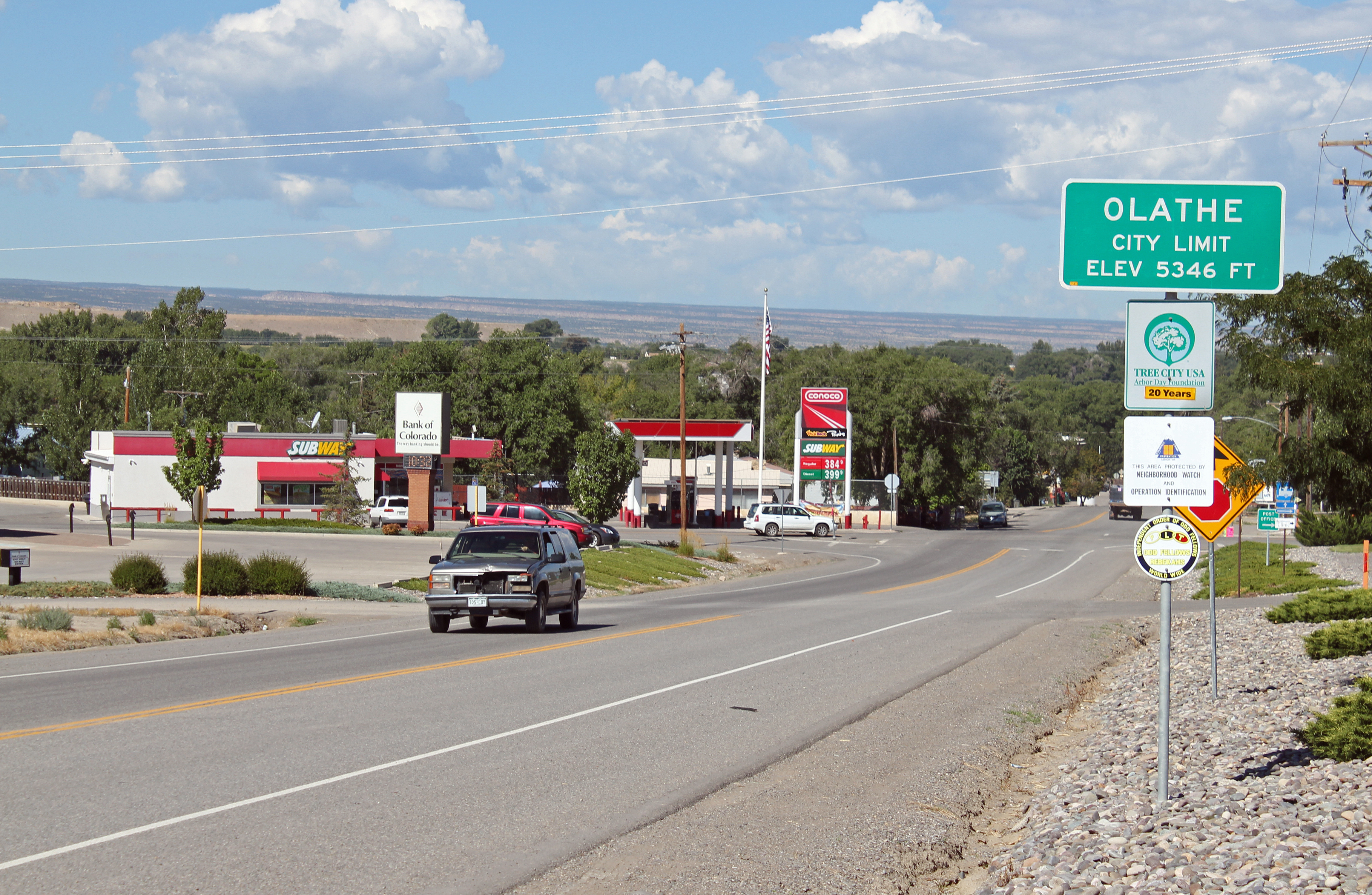
Entrée d'Olathe.
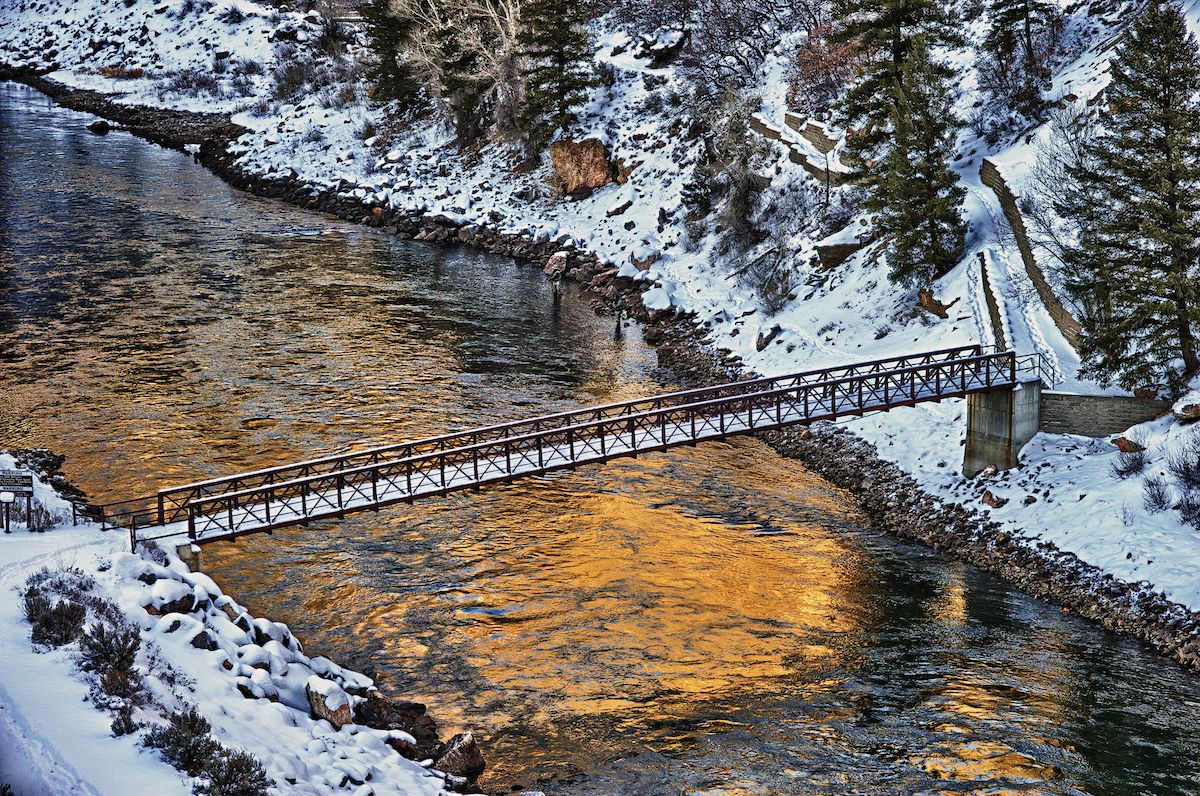
Passerelle du Mesa Creek Trail sur la rivière Gunnison.